# Liste der Handfeuerwaffen/U

## UD…
- UD 42

## UH…
- Uhlinger .32 Caliber Revolver
- Uhlinger 32

## UN…
- Universal M1 Carbine
- Union France: Pistolet Union à canon de 101 mm

## US…
- M45 MEUSOC USA, Colt-M1911-Variante
- Daewoo USAS-12 Südkorea, Selbstladeflinte

## UZ…
- Uzi (Maschinenpistole – 9 × 19 mm – Israel)